# Harold B. Sallada

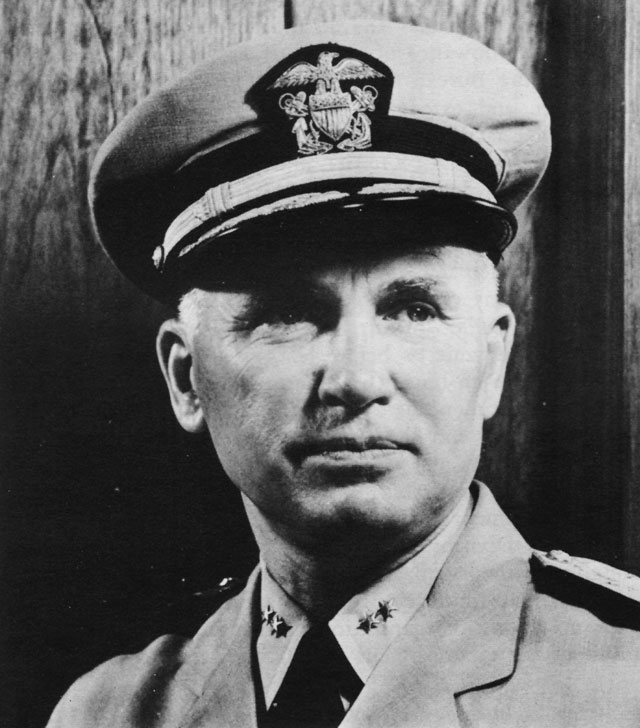
Harold B. Sallada als Vizeadmiral

Harold Bushnell Sallada (* 23. Januar 1895; † 25. April 1977) war ein US-amerikanischer Admiral der United States Navy und Marinepilot. Während des Pazifikkrieges kommandierte er Flugzeugträgerverbände in mehreren Schlachten.

## Leben
Er schloss sein Studium an der United States Naval Academy in Annapolis 1917 ab. Ab März 1941 war er Commanding Officer des Flugzeugmutterschiff Albemarle. Am 23. August 1942 wurde Sallada zum Kapitän zur See befördert und zum Direktor der Planabteilung des Bureau of Aeronautics der Navy ernannt. Ab Juni 1944 war Konteradmiral Sallada Kommandant der Carrier Division 26. Vom 24. Juli bis 1. August 1944 befehligte er die Task Group 52.14 mit den Trägern Midway, Nehenta Bay, Gambier Bay, Kitkun Bay und White Plains  in der Schlacht um Tinian. Später wurde er ab Juli 1944 Kommandant der Carrier Division 6. Vom 1. Juni 1945 bis 1947 war Sallada Chef des Bureau of Aeronautics und war während dieser Zeit maßgeblich an der Entwicklung von Flugzeugträgern mit Schrägdeck beteiligt. im Januar 1948 übernahm Vizeadmiral Sallada Commander der Naval Air Force, Pacific. Nach seiner Pensionierung im Oktober 1949 wurde er zum Vier-Sterne-Admiral befördert.
Er wurde als intelligenter, aggressiver Offizier mit hoher administrativer Kompetenz beschrieben.
Er wurde mit zahlreichen Orden ausgezeichnet, darunter Legion of Merit.